# Carlos Cardoen
Carlos Remigio Cardoen Cornejo (Santa Cruz, 1 de mayo de 1942) es un empresario chileno que ha desarrollado inversiones en los rubros metalúrgico, químico, agroindustrial y turístico. Está acusado de importar ilegalmente circonio de Estados Unidos, un elemento utilizado en la fabricación de bombas de racimo para añadirles un potente efecto incendiario. En 1993, la Interpol emitió una orden internacional de arresto contra Cardoen por pedido de Estados Unidos en relación con esas acusaciones.
Incursionó en la industria de defensa luego de que Estados Unidos aprobara la llamada "Enmienda Kennedy", que prohibía la venta de armamento a Chile durante la dictadura militar. En aquella época, el régimen de Pinochet solicitó a varios empresarios metalúrgicos abastecer a las Fuerzas Armadas en circunstancias en que las tensiones con los países vecinos, especialmente Argentina, eran muy relevantes.
Fue acusado de venta de armas al régimen iraquí de Sadam Huseín, construidas con circonio importado ilegalmente desde Estados Unidos, por lo que tiene una orden de captura internacional pendiente.

## Biografía
Carlos Cardoen nació en la ciudad de Santa Cruz, el 1 de mayo de 1942, hijo de Carlos Cardoen Decoene y Ema Cornejo Loyola.
Estudió en el Instituto Regional Federico Errázuriz (IRFE) de Santa Cruz, en el Internado Nacional Barros Arana, técnico metalúrgico de la Universidad Técnica del Estado y posteriormente ingresó a la carrera de ingeniería civil en minas en la Universidad de Chile. Además tiene un doctorado en metalurgia en la Universidad de Utah. Fue piloto de la Fuerza Aérea de Chile y tiene el rango de Subteniente de la Reserva Aérea.
Desde 1992 está casado en terceras nupcias con la diseñadora y modelo chilena Pilar Jorquera, con quien tuvo el octavo de sus hijos, Álvaro.
En 2005 le diagnosticaron cáncer al colon con metástasis en el hígado.

## Carrera empresarial

### Industrias Cardoen y la venta de armas
Su carrera como empresario comenzó con la compra de un avión de carga. Sin embargo, en la década de 1980 aprovecharía la coyuntura internacional para hacerse millonario con el lucrativo negocio armamentístico. Junto con otras empresas chilenas, como las Fábricas y Maestranzas del Ejército de Chile, Industrias Cardoen fue una de las mayores fabricantes de armas chilenas en la época. Las empresas de Cardoen produjeron las bombas de racimo, a las que se implementó un método más sencillo y barato de explosión. Además, intentó convertir un helicóptero civil en uno militar, aparato que pasó a ser conocido como «Helicóptero Cardoen», muy similar al Cobra estadounidense.

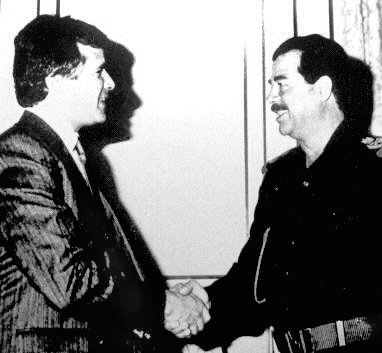
Cardoen en reunión con el presidente de Irak, Sadam Huseín.

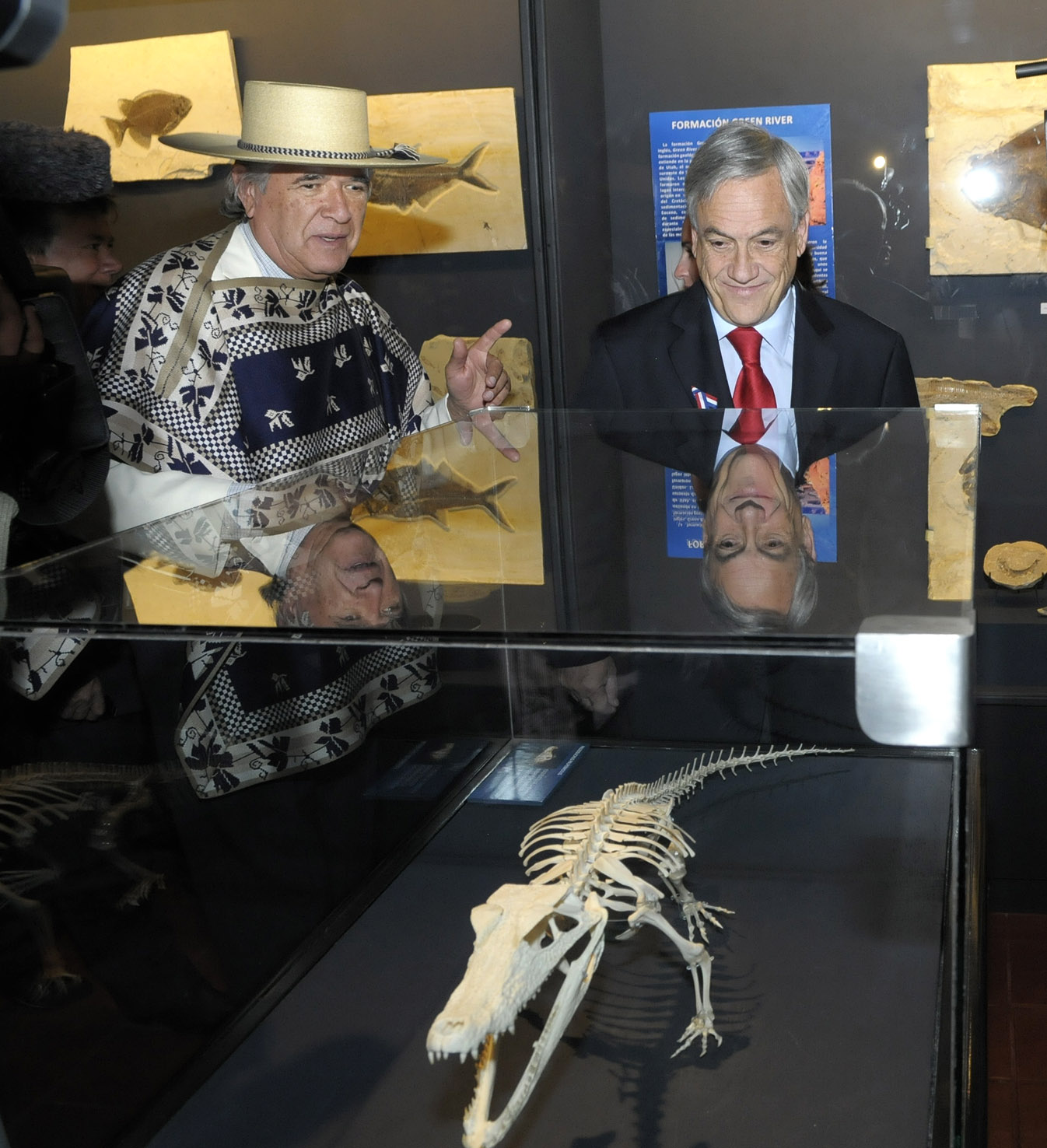
Cardoen junto a Sebastián Piñera en la reinauguración del Museo de Colchagua.

El 25 de enero de 1986 una de sus plantas, ubicada en la localidad de Alto Hospicio, en la Región de Tarapacá, Chile, fue destruida por una explosión, que él atribuyó a un sabotaje. En el hecho murieron 29 de sus trabajadores. En 1987, ante el inminente fin de la guerra entre Irán e Irák, Cardoen comenzó a cerrar el negocio armamentístico para dedicarse al rubro frutícola, específicamente a la exportación de kiwi.
El 27 de mayo de 1993, el Departamento de Justicia de los Estados Unidos acusó a Industrias Cardoen de haber vendido armas que utilizaban circonio obtenido ilegalmente y proyectiles fragmentarios denominados bombas de racimo, por un valor de USD 150 millones, al régimen de Sadam Huseín y en guerra con Irán. Según la denuncia estadounidense, las bombas de racimo habrían sido fabricadas en Chile con circonio obtenido ilegalmente en los Estados Unidos. Carlos Cardoen argumentó que la venta de las bombas había sido concretada con pleno conocimiento y aval de los Estados Unidos. Por ello, en 1993 la Interpol impuso una orden de captura internacional en su contra —aún vigente—, lo que le ha impedido salir de Chile, y se confiscaron sus propiedades en Florida por un valor de USD 30 millones. Luego del surgimiento de este caso, Industrias Cardoen cambió su nombre a Metalnor.

### Nuevos rubros empresariales
Desde la década de 1990, y con mayor fuerza desde los años 2000, Cardoen diversificó su capital en diversos rubros, participando en empresas productoras de jugos de frutas, fósforos (específicamente en la Compañía Chilena de Fósforos), vino (mediante la Viña Santa Cruz), energía eléctrica (mediante EnorChile), inmobiliarias (Inmobiliaria Santa Cruz), entre otros.
También ha incursionado en el rubro del turismo, especialmente concentrado en su ciudad natal, Santa Cruz, en el Valle de Colchagua, donde construyó un hotel y el Casino Colchagua, el Museo de Colchagua y ha invertido en viñas de la zona, como una forma de potenciarla económica y turísticamente. Ha sido también promotor del Tren del Vino de Colchagua y del Museo Histórico de Vichuquén.[cita requerida] Actualmente desarrolla la construcción de un hotel-museo en Isla Negra, localidad relacionada con el poeta Pablo Neruda.[cita requerida]

### Solicitud de extradición
En junio de 2019, el Departamento de Justicia de Estados Unidos solicitó a Chile la extradición de Cardoen. Se argumentaba que el circonio que vendía Cardoen era usado para la fabricación de bombas de racimo por Irak, sin embargo, la defensa del empresario argumentó que el circonio es un metal inerte y no un explosivo per se. Además los eventuales delitos se encontrarían prescritos.
En marzo de 2020 el ministro Carlos Aránguiz rechazo la solicitud de extradición solicitada por los Estados Unidos, debido tanto a que la responsabilidad penal de Cardoen se encuentra extinguida en virtud de la prescripción de la acción penal y además por no cumplir con el requisito de la doble incriminación respecto de los 8 cargos dirigidos en su contra. El 24 de agosto del mismo año, esta sentencia fue ratificada en todas sus partes unánimemente por la Segunda Sala del máximo Tribunal chileno.

## Actividades políticas
Cardoen fue partidario de la Concertación desde sus inicios y ha sido financista de candidatos presidenciales y parlamentarios del conglomerado de centroizquierda, como el senador Juan Pablo Letelier y otros candidatos socialistas de la región de O'Higgins. Trasladó a Ricardo Lagos en su helicóptero privado durante su campaña de 1999. No obstante, en la elección presidencial de 2009 dio su apoyo al candidato de la centroderecha Sebastián Piñera.
El Congreso de Chile ha emitido 8 resoluciones por la orden de captura internacional que pesa en su contra. La última fue emitida en enero de 2019, cuando el Senado aprobó un proyecto de acuerdo en el que solicitan al Ejecutivo «realizar las gestiones políticas, diplomáticas y judiciales necesarias» ante Interpol «por la mantención ilegal de la Alerta Roja».

## Premios y distinciones
- Orden al Mérito Docente y Cultural Gabriela Mistral (2005)
- Premio a lo Chileno (2006)[14]